# 棒球與我
《棒球與我》是童安格專輯，發行為寶麗金唱片，編號分別為(一)黑膠唱片：842 991-1，(二)光碟：DP-1107，(三)卡帶：842 991-4，全部都在1990年3月發行。

## 曲目
黑膠、卡帶、光碟為十一首歌。
- a面

1. 職棒元年(主打歌)
2. 小英雄
3. 投捕之間
4. 邱先生
5. 胖歌
6. 謝謝你

- b面

1. 我們的寶貝(龍獅虎象「介紹曲」)
2. 裁判歌
3. 源治的故鄉
4. 小英雄(演奏版)
5. 職棒元年(演奏版)